# قود الذهب

تعديل مصدري - تعديل

قود الذهب هي إحدى قرى عزلة القارة بمديرية رصد التابعة لمحافظة أبين، بلغ تعداد سكانها 79 نسمة حسب تعداد اليمن لعام 2004.